# BR-363

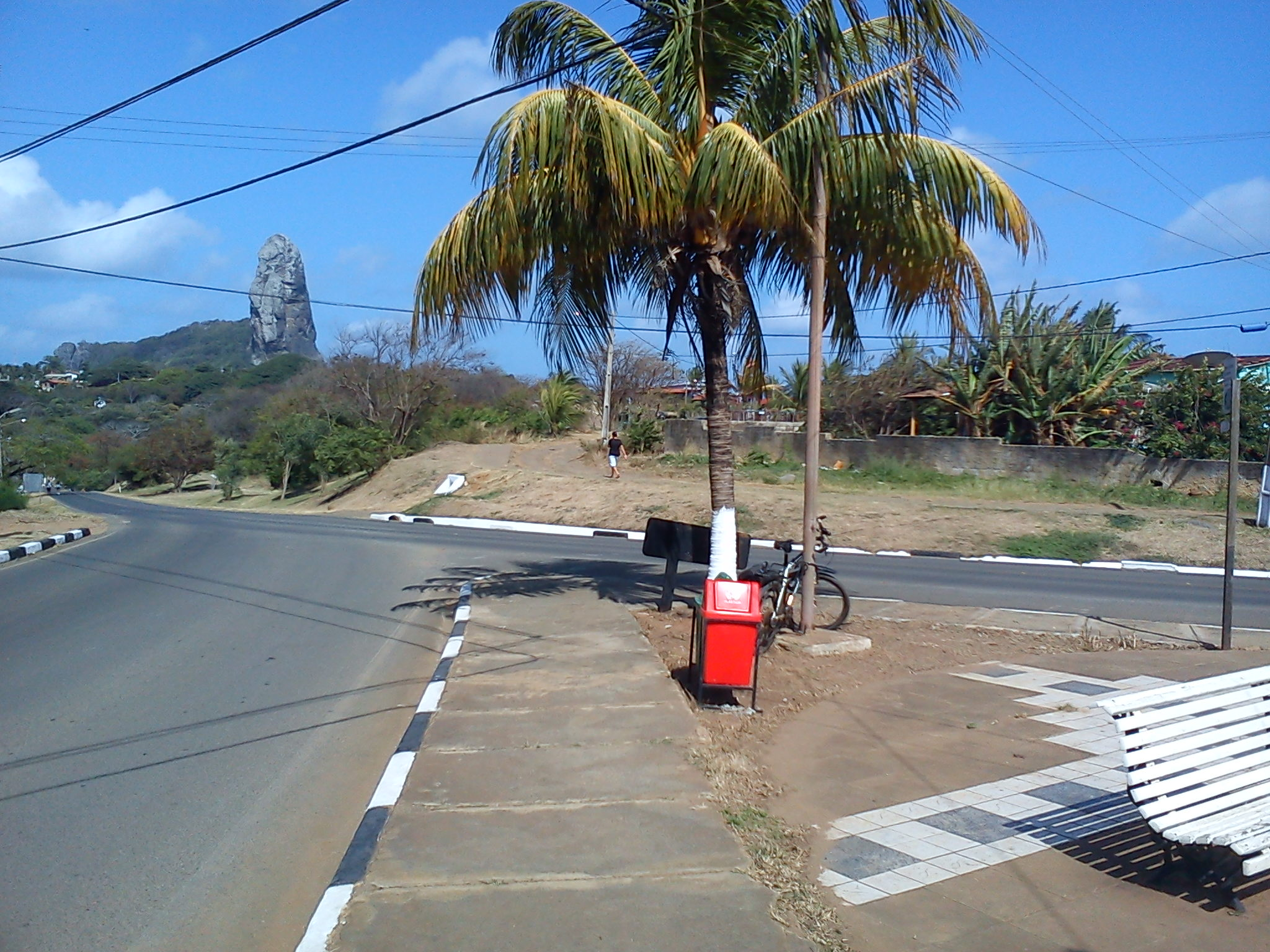
Intersección de la ruta BR-363

La ruta BR-363 es una carretera federal de Brasil. Conecta el Puerto de Santo Antonio con la playa del sudoeste, en Vila dos Remédios, en el archipiélago de Fernando de Noronha.  Es la segunda carretera federal más corta de Brasil, con 7 kilómetros de longitud, seguida por la BR-488 (de 5,8 km) en  Aparecida.
La BR-363 es la única ruta federal de la isla y la única que no está conectada con el resto de la red federal.